# Матч всех звёзд Единой лиги ВТБ 2020
Матч всех звёзд Единой лиги ВТБ 2020 — показательная баскетбольная игра, которая была проведена в Москве во дворце спорта «ВТБ Арена» 16 февраля 2020 года. Эта игра стала четвёртым матчем всех звёзд в истории Единой лиги ВТБ. Помимо самой главной игры, в которой встретились команды «Звезд России» и «Звезд Мира», были проведены матч знаменитостей, игра молодых звёзд, конкурсы по броскам сверху и состязание 3-очковых бросков.

## Игра
В матче встречались игроки, выступающие в турнире Единой лиги ВТБ 2019/20: россияне («Звезды России») и легионеры («Звезды Мира»). Составы команд определялись голосованием болельщиков и анкетированием СМИ, в котором приняли участия 22 издания. Составы команд формировались в соответствии со следующими правилами:
- Каждая команда должна состоять из 12 игроков — 6 игроков задней линии и 6 представителей передней;
- В каждой команде есть 2 wild card-места от Лиги;
- В каждой команде не должно быть более 2 игроков из одного клуба (без учёта wild card).

6 февраля 2020 года директорат Единой лиги ВТБ ввел Legend card и расширил состав команд до 13 игроков. Первыми обладателями Legend card стали Сергей Моня и Кайл Хайнс. 
Главным тренером команды «Звезды России» был выбран тренер клуба «Локомотив-Кубань» Евгений Пашутин, а главным тренером команды «Звезды Мира» — тренер команды «Химки» Римас Куртинайтис, которые и выбирали стартовые пятёрки своих команд из списка игроков.

### Составы
| Поз.                        | Игрок                 | Команда          | Всего голосов |              |
| Задняя линия                | Задняя линия          | Задняя линия     | Задняя линия  | Задняя линия |
| --------------------------- | --------------------- | ---------------- | ------------- | ------------ |
| АЗ                          | Алексей Швед          | Химки            | 22            |              |
| АЗ                          | Дмитрий Кулагин       | Локомотив-Кубань | 20            |              |
| РЗ                          | Дмитрий Хвостов       | Зенит            | 14            |              |
| АЗ                          | Максим Григорьев      | Парма            | 13            |              |
| АЗ                          | Денис Захаров         | Енисей           | 10            |              |
| Передняя линия              |                       |                  |               |              |
| Ф                           | Никита Курбанов       | ЦСКА             | 20            |              |
| Ц                           | Артём Забелин         | Парма            | 20            |              |
| ЛФ                          | Антон Астапкович      | Нижний Новгород  | 17            |              |
| ТФ                          | Андрей ВоронцевичINJ1 | ЦСКА             | 13            |              |
| ТФ                          | Владислав Трушкин     | Зенит            | 9             |              |
| ТФ                          | Семён АнтоновREP1     | ЦСКА             | —             |              |
| Wild-Card                   |                       |                  |               |              |
| АЗ                          | Виталий Фридзон       | Локомотив-Кубань | 8             |              |
| ТФ                          | Джоэль Боломбой       | ЦСКА             | 10            |              |
| Legend card                 |                       |                  |               |              |
| ЛФ                          | Сергей Моня           | Химки            | —             |              |
| Гл. тренер: Евгений Пашутин |                       |                  |               |              |

| Поз.                          | Игрок                | Команда          | Всего голосов |              |
| Задняя линия                  | Задняя линия         | Задняя линия     | Задняя линия  | Задняя линия |
| ----------------------------- | -------------------- | ---------------- | ------------- | ------------ |
| РЗ                            | Майк Джеймс          | ЦСКА             | 22            |              |
| АЗ                            | Эррик Макколлум      | УНИКС            | 22            |              |
| АЗ                            | Дэвион БерриINJ3     | Енисей           | 16            |              |
| АЗ                            | Адас Юшкявичюс       | Парма            | 14            |              |
| АЗ                            | Джамар Смит          | УНИКС            | 11            |              |
| РЗ                            | Бранко МирковичREP3  | Цмоки-Минск      | 1             |              |
| Передняя линия                |                      |                  |               |              |
| ЛФ                            | Янис ТиммаINJ4       | Химки            | 16            |              |
| Ц                             | Густаво Айон         | Зенит            | 14            |              |
| ТФ                            | Дрю ГордонINJ2       | Зелёна-Гура      | 11            |              |
| ЛФ                            | Миндаугас Кузминскас | Локомотив-Кубань | 10            |              |
| ТФ                            | Юнас Йеребко         | Химки            | 10            |              |
| ЛФ                            | Малкольм ХиллREP2    | Астана           | 3             |              |
| Wild-Card                     |                      |                  |               |              |
| З                             | Кайл Виналес         | Калев            | 6             |              |
| Ц                             | Душан Ристич         | Астана           | 9             |              |
| Legend card                   |                      |                  |               |              |
| Ц                             | Кайл Хайнс           | ЦСКА             | 6             |              |
| Гл. тренер: Римас Куртинайтис |                      |                  |               |              |

↑  Андрей Воронцевич пропустил матч из-за травмы.

↑  Семён Антонов заменил Андрея Воронцевича.

↑  Дрю Гордон пропустил матч из-за участия в финале кубка Польши.

↑  Малькольм Хилл заменил Дрю Гордона.

↑  Дэвион Берри пропустил матч из-за травмы.

↑  Бранко Миркович заменил Дэвиона Берри.

↑  Янис Тимма пропустил матч из-за травмы

### Матч
| 16 февраля 2020 17:00 | Протокол | Звёзды России                     | 162:164 ОТ | Звёзды Мира    | ВТБ Арена, Москва Зрителей: 11 000 Судьи: Томаш Травицки Роберт Виклицки Илья Путенко |
| 16 февраля 2020 17:00 | Протокол | 38:37, 41:45, 35:28, 33:37, 15:17 |            |                | ВТБ Арена, Москва Зрителей: 11 000 Судьи: Томаш Травицки Роберт Виклицки Илья Путенко |
| 16 февраля 2020 17:00 | Протокол | Алексей Швед 42                   | Очки       | Майк Джеймс 34 | ВТБ Арена, Москва Зрителей: 11 000 Судьи: Томаш Травицки Роберт Виклицки Илья Путенко |
| 16 февраля 2020 17:00 | Протокол | Семён Антонов 13                  | Подборы    | Душан Ристич 8 | ВТБ Арена, Москва Зрителей: 11 000 Судьи: Томаш Травицки Роберт Виклицки Илья Путенко |
| 16 февраля 2020 17:00 | Протокол | Дмитрий Хвостов 10                | Передачи   | Майк Джеймс 9  | ВТБ Арена, Москва Зрителей: 11 000 Судьи: Томаш Травицки Роберт Виклицки Илья Путенко |

Самым ценным игроком матча был признан Алексей Швед, который набрал 42 очка и сделал 7 подборов.

## Конкурс трёхочковых бросков
В конкурсе трёхочковых бросков участвуют представители команд Единой лиги ВТБ в сезоне-2019/20.
| Поз. | Игрок            | Команда          | Рост   | Вес    | %     |
| ---- | ---------------- | ---------------- | ------ | ------ | ----- |
| АЗ   | Максим Григорьев | Парма            | 196 см | 90 кг  | 47,4% |
| АЗ   | Виталий Фридзон  | Локомотив-Кубань | 195 см | 85 кг  | 38,9% |
| ЛФ   | Малкольм Хилл    | Астана           | 198 см | 100 кг | 41,5% |
| РЗ   | Бранко Миркович  | Цмоки-Минск      | 190 см | 85 кг  | 40,5% |

### Финальный раунд
| Поз. | Игрок           | Команда          | Счёт | Перестрелка |
| ---- | --------------- | ---------------- | ---- | ----------- |
| АЗ   | Виталий Фридзон | Локомотив-Кубань | 19   | 5           |
| РЗ   | Бранко Миркович | Цмоки-Минск      | 19   | 4           |

Победителем стал Виталий Фридзон, который получил в награду 500 000 рублей от компании «Фонбет».

## Конкурс слэм-данков
В конкурсе  по броскам сверху участвуют представители команд Единой лиги ВТБ в сезоне-2019/20.
| Поз. | Игрок             | Команда         | Рост   | Вес    |
| ---- | ----------------- | --------------- | ------ | ------ |
| ЛФ   | Антон Астапкович  | Нижний Новгород | 202 см | 104 кг |
| АЗ   | Александр Петенёв | Автодор         | 197 см | 86 кг  |
| ЛФ   | Максим Марчук     | Астана          | 198 см | 88 кг  |
| АЗ   | Остин Холлинз     | Зенит           | 193 см | 86 кг  |

В финале конкурса Александр Петенёв по оценкам жюри победил Остина Холлинза и получил в качестве приза 500 000 рублей.